# Chichery
Chichery est une commune française située dans le département de l'Yonne, en région Bourgogne-Franche-Comté.

## Géographie

### Localisation
- 14 km d'Auxerre ;
- 8 km de Migennes ;
- 15 km de Joigny.

### Hydrographie
- L'Yonne est limitrophe à l'est de la commune.
- Le ru de Crotin prend sa source dans le territoire de la commune pour s'écouler en son milieu, à l'ouest des habitations du village, vers le nord-est, avant de bifurquer plein est pour se jeter dans l'Yonne à la frontière du territoire communal.

### Climat
Pour des articles plus généraux, voir Climat de la Bourgogne-Franche-Comté et Climat de l'Yonne.
En 2010, le climat de la commune est de type climat océanique dégradé des plaines du Centre et du Nord, selon une étude du Centre national de la recherche scientifique s'appuyant sur une série de données couvrant la période 1971-2000. En 2020, Météo-France publie une typologie des climats de la France métropolitaine dans laquelle la commune est exposée à un climat océanique altéré et est dans la région climatique  Lorraine, plateau de Langres, Morvan, caractérisée par un hiver rude (1,5 °C), des vents modérés et des brouillards fréquents en automne et hiver.
Pour la période 1971-2000, la température annuelle moyenne est de 11 °C, avec une amplitude thermique annuelle de 15,7 °C. Le cumul annuel moyen de précipitations est de 692 mm, avec 11,4 jours de précipitations en janvier et 7,6 jours en juillet. Pour la période 1991-2020, la température moyenne annuelle observée sur la station météorologique de Météo-France la plus proche, « Aillant », sur la commune de Montholon à 12 km à vol d'oiseau, est de 11,5 °C et le cumul annuel moyen de précipitations est de 727,4 mm. 
La température maximale relevée sur cette station est de 42,7 °C, atteinte le 24 juillet 2019 ; la température minimale est de −23,5 °C, atteinte le 25 février 1986,,.
Les paramètres climatiques de la commune ont été estimés pour le milieu du siècle (2041-2070) selon différents scénarios d'émission de gaz à effet de serre à partir des nouvelles projections climatiques de référence DRIAS-2020. Ils sont consultables sur un site dédié publié par Météo-France en novembre 2022.

## Urbanisme

### Typologie
Au 1er janvier 2024, Chichery est catégorisée commune rurale à habitat dispersé, selon la nouvelle grille communale de densité à sept niveaux définie par l'Insee en 2022.
Elle est située hors unité urbaine. Par ailleurs la commune fait partie de l'aire d'attraction d'Auxerre, dont elle est une commune de la couronne,. Cette aire, qui regroupe 104 communes, est catégorisée dans les aires de 50 000 à moins de 200 000 habitants,.

### Occupation des sols
L'occupation des sols de la commune, telle qu'elle ressort de la base de données européenne d’occupation biophysique des sols Corine Land Cover (CLC), est marquée par l'importance des territoires agricoles (84,6 % en 2018), une proportion sensiblement équivalente à celle de 1990 (85,2 %). La répartition détaillée en 2018 est la suivante : terres arables (75 %), forêts (11,1 %), zones agricoles hétérogènes (9,6 %), zones urbanisées (4,3 %). L'évolution de l'occupation des sols de la commune et de ses infrastructures peut être observée sur les différentes représentations cartographiques du territoire : la carte de Cassini (XVIIIe siècle), la carte d'état-major (1820-1866) et les cartes ou photos aériennes de l'IGN pour la période actuelle (1950 à aujourd'hui).

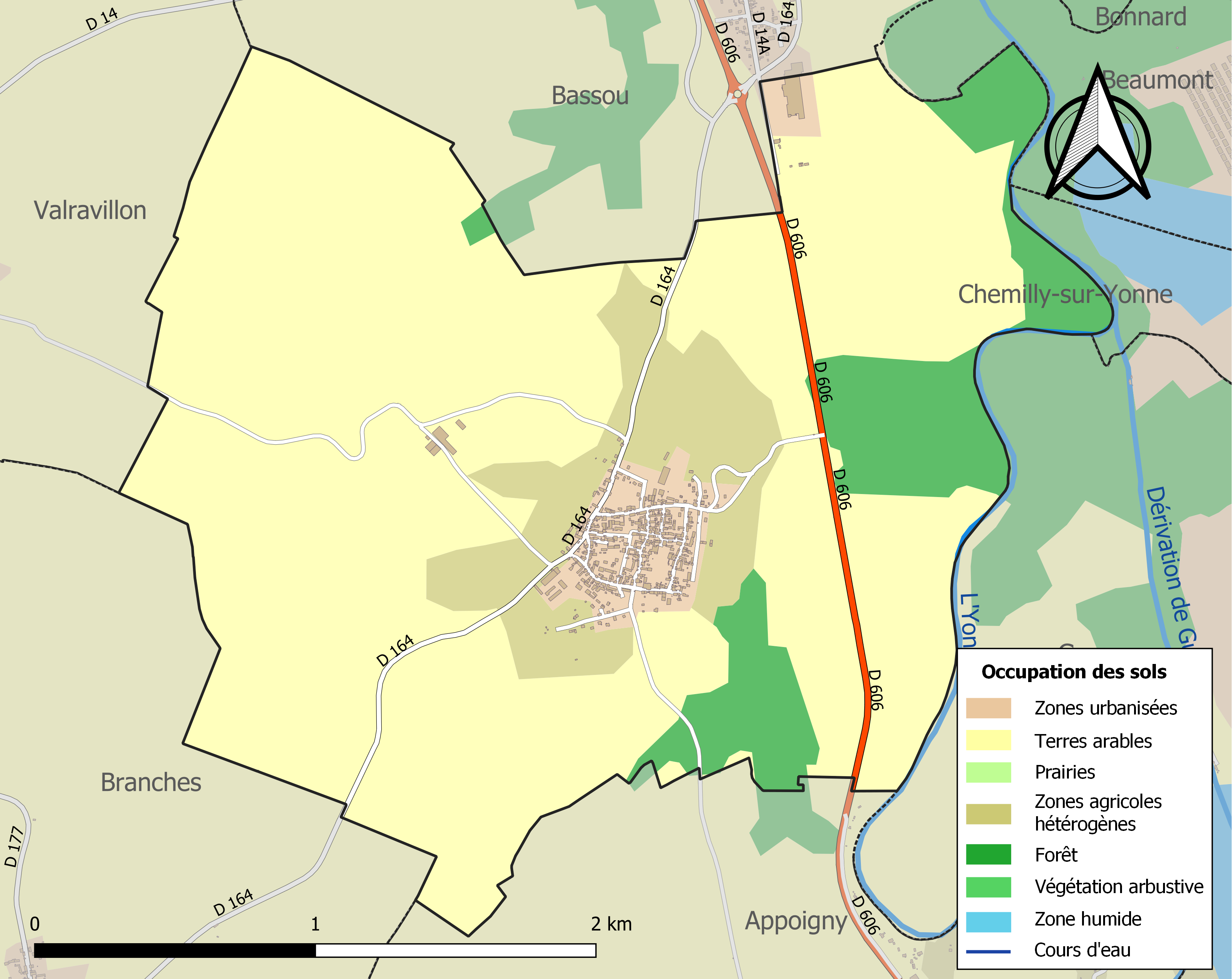
Carte des infrastructures et de l'occupation des sols de la commune en 2018 (CLC).

## Toponymie
Durant le Moyen Âge, Chichery était dénommé dans les chartes: Chicheriacum ou Chichiriacum. Selon le toponymiste Ernest Nègre cette appellation Chichiriacum proviendrait du latin caducarius "épileptique"
Chichery a porté le nom de Chichery-la-ville, souvenir de l'obtention du statut de ville et des privilèges associés par charte de franchise en 1298.

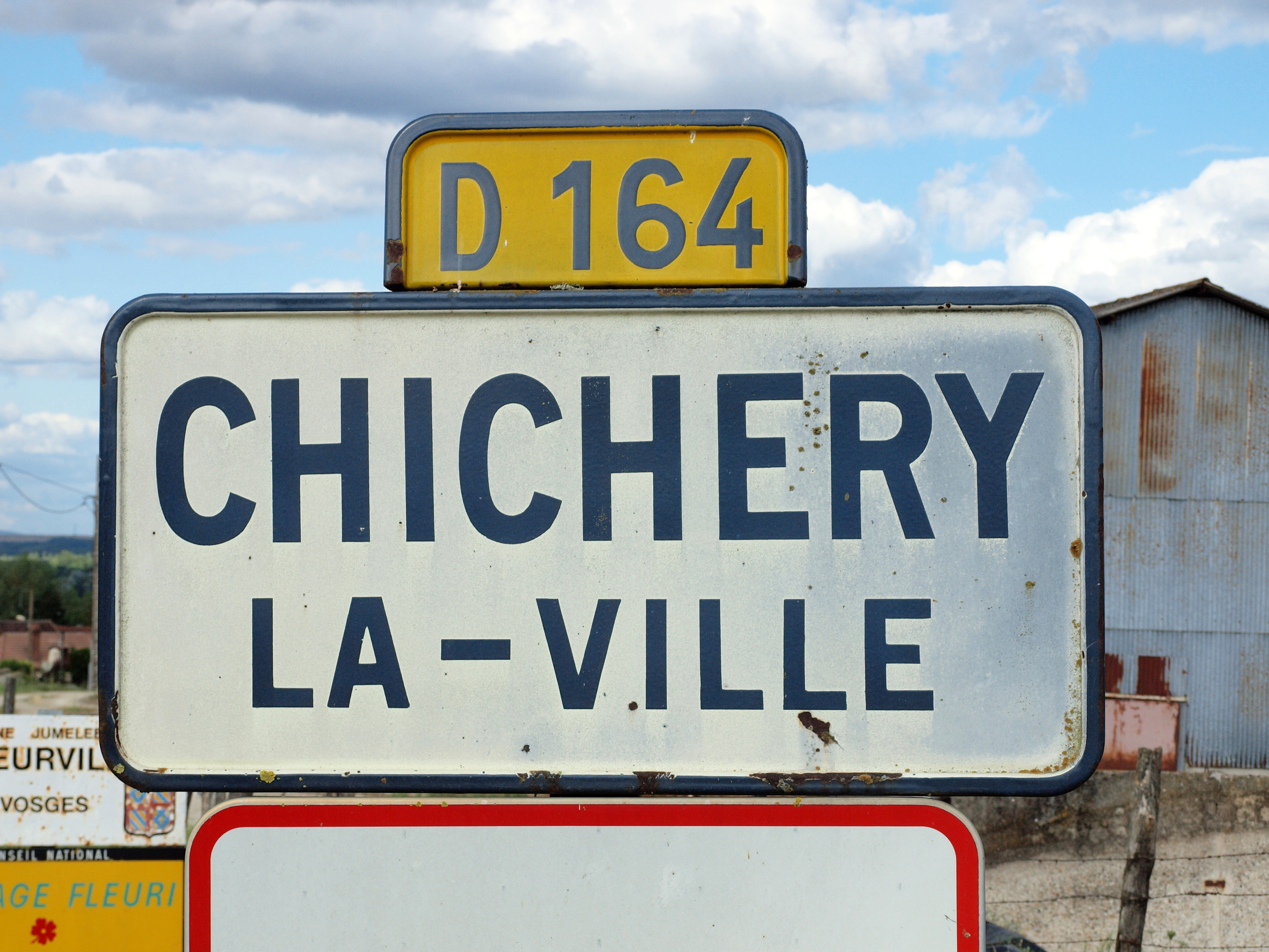
Panneau d'agglomération de Chichery-la-Ville.

## Histoire et Anthropologie
Le site semble occupé dès la période des champs d'Urnes
Des fouilles dans les années 80 ont révélé une nécropole du Néolithique moyen au lieu dit Sur les Pâtureaux. 13 sépultures datées d'avant le milieu du Vème millénaire ont été mises à jour sur 600m2.
Les plus anciennes traces écrites remontent à l'évêque d’Auxerre Wibaud, qui donna vers 880 la moitié des terres de Chicheriacum (Chichery) aux chanoines de la cathédrale d'Auxerre.

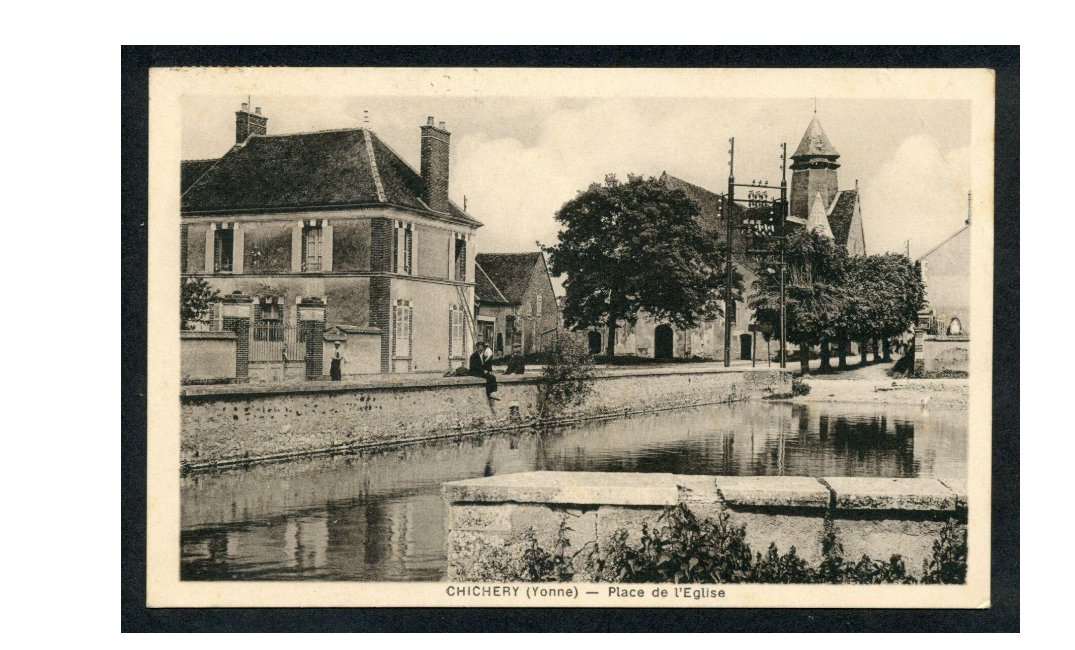
Chichery, place de l'Église, début du XXe siècle

L'ethnologue Pascal Dibie a écrit deux monographies sur le village: Le village retrouvé et Le village métamorphosé. A noter que concernant son livre La tribu sacrée sur les prêtres, Maurice Gruau, ancien curé de Chichery, en a écrit la préface pour l'édition de 2004

## Politique et administration

### Liste des maires
| Période | Période | Identité        | Étiquette | Qualité |
| ------- | ------- | --------------- | --------- | ------- |
|         |         |                 |           |         |
| 2008    | 2014    | François Brette |           |         |

### Jumelages
- Bleurville (Vosges, France).

## Démographie
L'évolution du nombre d'habitants est connue à travers les recensements de la population effectués dans la commune depuis 1793. Pour les communes de moins de 10 000 habitants, une enquête de recensement portant sur toute la population est réalisée tous les cinq ans, les populations de référence des années intermédiaires étant quant à elles estimées par interpolation ou extrapolation. Pour la commune, le premier recensement exhaustif entrant dans le cadre du nouveau dispositif a été réalisé en 2006.

En 2022, la commune comptait 434 habitants, en évolution de −9,01 % par rapport à 2016 (Yonne : −1,95 %, France hors Mayotte : +2,11 %).
| 1793 | 1800 | 1806 | 1821 | 1831 | 1836 | 1841 | 1846 | 1851 |
| ---- | ---- | ---- | ---- | ---- | ---- | ---- | ---- | ---- |
| 511  | 546  | 547  | 589  | 639  | 642  | 660  | 681  | 643  |

| 1856 | 1861 | 1866 | 1872 | 1876 | 1881 | 1886 | 1891 | 1896 |
| ---- | ---- | ---- | ---- | ---- | ---- | ---- | ---- | ---- |
| 599  | 587  | 578  | 539  | 532  | 514  | 486  | 445  | 435  |

| 1901 | 1906 | 1911 | 1921 | 1926 | 1931 | 1936 | 1946 | 1954 |
| ---- | ---- | ---- | ---- | ---- | ---- | ---- | ---- | ---- |
| 428  | 386  | 401  | 348  | 357  | 353  | 344  | 384  | 338  |

| 1962 | 1968 | 1975 | 1982 | 1990 | 1999 | 2006 | 2011 | 2016 |
| ---- | ---- | ---- | ---- | ---- | ---- | ---- | ---- | ---- |
| 314  | 362  | 398  | 386  | 430  | 461  | 480  | 461  | 477  |

| 2021 | 2022 | - | - | - | - | - | - | - |
| ---- | ---- | - | - | - | - | - | - | - |
| 451  | 434  | - | - | - | - | - | - | - |

## Économie
Chichery compte le plus ancien GAEC de l'Yonne créé en 1965,. Il est spécialisé dans l'exploitation lait-céréales

## Culture locale et patrimoine

### Lieux et monuments
- Église Saint-Laurent, avec des vitraux remarquables[26].
- Nécropole du Néolithique moyen de Sur les Pâtureaux.

### Personnalités liées à la commune
- Grégory Bosson[réf. nécessaire].
- Pascal Dibie, ethnologue, Le village retrouvé (1979), Le village métamorphosé (2006).